# 잉클링스

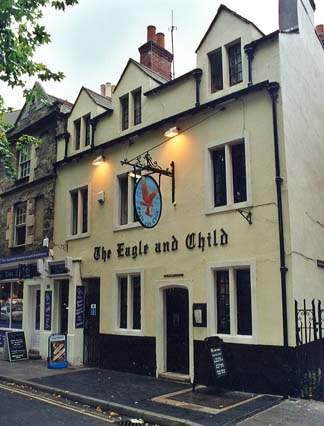
'독수리와 아이'(The Eagle and Child)라는 이름의 술집, 여기서 1939년에 매주 화요일 밤에 잉클링스 모임이 있었다. 잉클링스 멤버들은 이 술집을 '새와 아기'(the Bird and Baby)라고 불렀다.

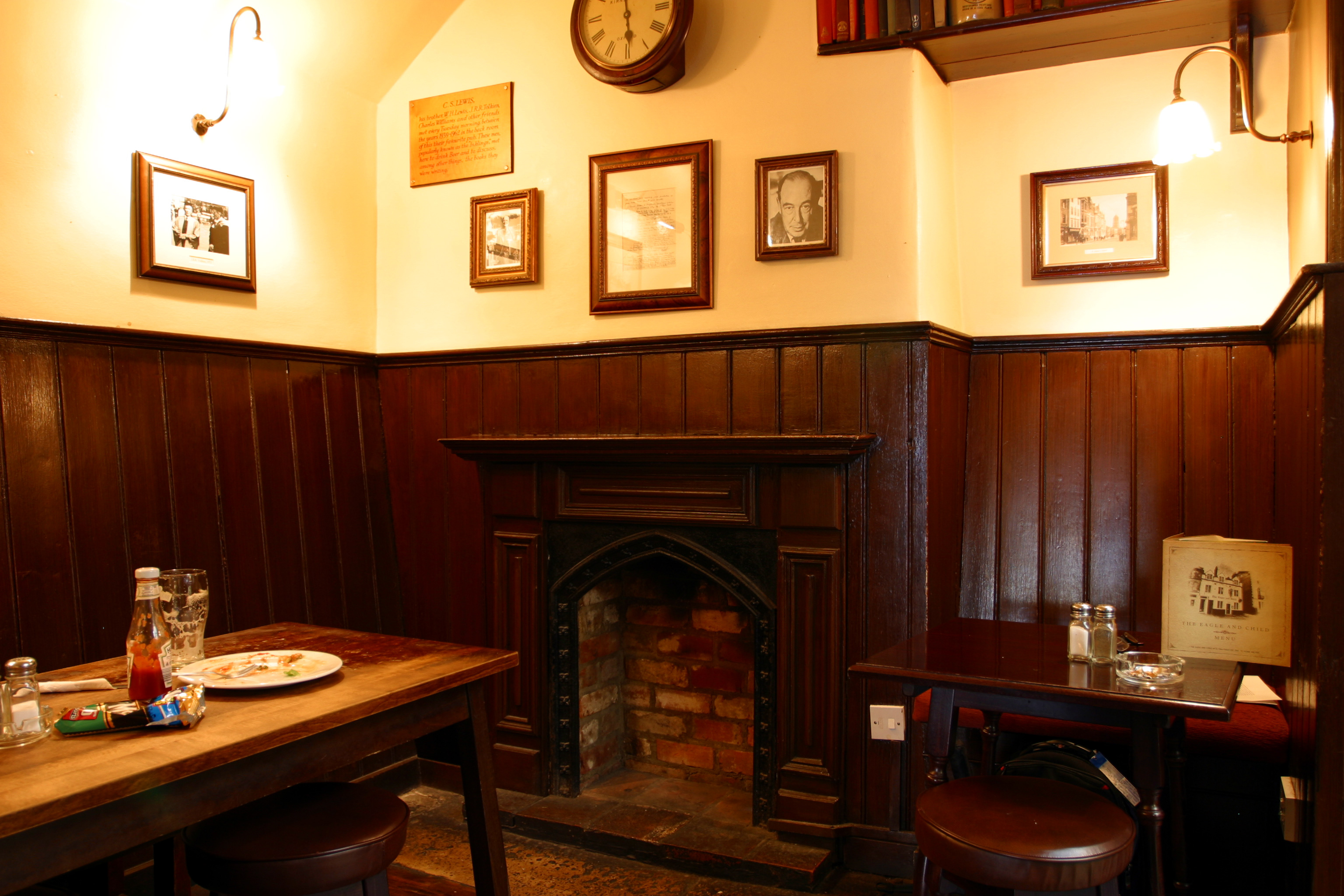
The Eagle and Child 술집의 내부모습. 여기에 잉클링스에 관한 작은 전시공간이 있다.

잉클링스(Inklings)는 영국의 옥스퍼드 대학교와 관련된 문학 토론 모임이다. 옥스퍼드 대학교 교수이며 기독교 작가이자 《나니아 연대기》의 저자인 C. S. 루이스와 그의 형 워렌 루이스, 《반지의 제왕》을 쓴 J. R. R. 톨킨을 주축으로 1930년 초반에 창설하여, 집필 중인 작품을 서로 읽고 토론하거나 친목을 다지는 모임이었다.
주요 멤버로는 루이스 형제와 톨킨 이외에도 소설가 찰스 윌리엄스, 의사 험프리 하버즈, 변호사 오언 바필드, 루이스의 양아들 더글러스 그레셤, 톨킨의 아들 크리스토퍼 톨킨, 제임스 던더스그랜터 경찰서장, 성공회 신부 피터 바이드 등이 있었다. 옥스퍼드에서 가르치던 사람들이 주를 이루었기 때문에 영국 지성사에서는 옥스퍼드를 중심으로 한 20세기 지적 공동체의 의미를 갖기도 한다. 잉클링스의 본래 의미는 '모호하고 완성되지 않은 암시와 아이디어를 찾는 사람들'이라는 의미를 갖고 있다.